# 嚴錫
嚴錫（16世紀—17世紀），字沖涵，浙江湖州府歸安縣人，明朝政治人物。

## 生平
嚴錫是萬曆十六年（1588年）戊子科浙江鄉試舉人，授於潛教諭，陞政和知縣，民居失火逼近縣署，他穿上官服求天以身殉死，不久火勢遂減被風所滅，調大興知縣，陞刑部員外郎，恤刑河南，平反逾千人，辭官後潛心理學，著有《聖學札記》。

## 引用
1. 1 2  光緒《歸安縣志·卷四十二·人物傳十》：嚴錫，字沖涵，歸安人，萬厯十六年舉人，任於潛教諭，陞政和知縣，居民失火逼焚縣署，錫衣冠籲天願以身殉，遂反風滅火，調大興縣，晉刑部員外，恤刑河南，平反不下千人，致政歸，潛心理學，所著有《聖學札記》。 康熙縣志
2. ↑  同治《湖州府志·卷七十五·人物傳》：嚴錫，字沖涵，歸安人，萬厯十六年舉人，任於潛教諭，陞政和知縣，居民失火逼焚縣署，錫衣冠籲天願以身殉，遂反風滅火，調大興縣，晉刑部員外，恤刑河南，平反不下千人，致政歸，潛心理學，所著有《聖學札記》。 歸安何志